# Mazda Soccer Club 1987-1988
Questa voce raccoglie le informazioni riguardanti il Mazda Soccer Club nelle competizioni ufficiali della stagione 1987-1988.

## Stagione
Assunto l'olandese Hans Ooft alla guida tecnica (con il portiere Dido Havenaar nel ruolo di vice) e integrato nella formazione il centrocampista del Roda Ron Jans, nel corso del campionato il Mazda subì un numero non elevato di reti, ma si dimostrò estremamente sterile in attacco segnando solamente otto reti, fattore che determinò la retrocessione della squadra. In Coppa dell'Imperatore il Mazda, segnando lo stesso numero di reti messe a segno nel campionato, giunse sino alla finale dove fu sconfitto per 2-0 dallo Yomiuri.

## Maglie e sponsor
Le maglie, prodotte dall'Adidas, recano sulla parte anteriore il logo della Mazda.
| Manica sinistra · Manica sinistra · Maglietta · Maglietta · Manica destra · Manica destra · Pantaloncini · Calzettoni · Calzettoni | Manica sinistra · Maglietta · Manica destra · Pantaloncini · Calzettoni · Calzettoni |  |

## Rosa
| N. |                          | Ruolo | Calciatore           |
| -- | ------------------------ | ----- | -------------------- |
| 1  | Paesi Bassi (bandiera)   | P     | Dido Havenaar        |
| 2  | Giappone (bandiera)      | D     | Shigekazu Nakamura   |
| 4  | Corea del Sud (bandiera) | D     | Choi Kyung-Sik       |
| 5  | Giappone (bandiera)      | D     | Katsuyoshi Shintō    |
| 6  | Giappone (bandiera)      | C     | Shigeru Sarusawa     |
| 7  | Giappone (bandiera)      | C     | Shinichiro Takahashi |
| 9  | Paesi Bassi (bandiera)   | C     | Ron Jans             |
| 10 | Giappone (bandiera)      | A     | Takahiro Kimura      |
| 11 | Inghilterra (bandiera)   | A     | Norman Klek          |
| 12 | Giappone (bandiera)      | C     | Shinji Kobayashi     |
| 13 | Giappone (bandiera)      | D     | Hirofumi Yamanishi   |

| N. |                     | Ruolo | Calciatore         |
| -- | ------------------- | ----- | ------------------ |
| 14 | Giappone (bandiera) | A     | Hirohumi Kanbaru   |
| 15 | Giappone (bandiera) | A     | Masahiro Imagawa   |
| 19 | Giappone (bandiera) | D     | Hiroshi Matsuda    |
| 20 | Giappone (bandiera) | C     | Hidekazu Orita     |
| 21 | Giappone (bandiera) | P     | Kazuyori Mochizuki |
| 22 | Giappone (bandiera) | D     | Yasuyuki Satō      |
| 23 | Giappone (bandiera) | P     | Kazuya Maekawa     |
| 26 | Giappone (bandiera) | C     | Akinobu Yokuichi   |
| 27 | Giappone (bandiera) | C     | Hajime Moriyasu    |
| 28 | Giappone (bandiera) | A     | Takumi Shima       |
| 29 | Giappone (bandiera) | A     | Takashi Kawamura   |

## Statistiche

### Statistiche di squadra
| Competizione          | Punti | Totale | Totale | Totale | Totale | Totale | Totale | DR  |
| Competizione          | Punti | G      | V      | N      | P      | Gf     | Gs     | DR  |
| --------------------- | ----- | ------ | ------ | ------ | ------ | ------ | ------ | --- |
| JSL Division 1        | 13    | 22     | 2      | 9      | 11     | 8      | 18     | -10 |
| JSL Cup               | -     | 1      | 0      | 0      | 1      | 0      | 1      | -1  |
| Coppa dell'Imperatore | -     | 5      | 4      | 0      | 1      | 8      | 4      | +4  |
| Totale                |       | 28     | 6      | 9      | 13     | 16     | 23     | -7  |